# La santa (canción)
«La santa» es una canción de los cantantes puertorriqueños Bad Bunny y Daddy Yankee, perteneciente al segundo álbum de estudio del primero, YHLQMDLG (2020). La canción fue escrita por Benito Martínez, Ramón Ayala y Marco Masis, este último a cargo de la producción como Tainy. «La santa» contiene interpolaciones de «Aquí está tu caldo», escrita e interpretada por Daddy Yankee.

## Promoción y lanzamiento
El 28 de febrero de 2020, Bad Bunny anunció su segundo álbum de estudio que se reveló como YHLQMDLG durante su actuación y aparición como invitado en The Tonight Show Starring Jimmy Fallon, que se lanzó al día siguiente.

## Desempeño comercial
Tras el lanzamiento de YHLQMDLG, «La santa» se ubicó en el puesto 53 en el Billboard Hot 100 de EE. UU. con fecha del 14 de marzo de 2020, además de alcanzar el puesto 6 en la lista Hot Latin Songs de EE. UU. en la misma fecha de publicación. En España, «La santa» alcanzó el puesto número 7.

## Visualizador de audio
Un video visualizador de la canción se subió a YouTube el 29 de febrero de 2020, junto con los otros videos visualizadores de las canciones que aparecieron en YHLQMDLG.

## Posicionamiento en listas
| Lista (2020)                             | Mejor posición |
| ---------------------------------------- | -------------- |
| Chile (Billboard)                        | 25             |
| Ecuador (Billboard)                      | 14             |
| Global 200 (Billboard)                   | 151            |
| México (Billboard)                       | 18             |
| Perú (Billboard)                         | 19             |
| España (PROMUSICAE)                      | 7              |
| EE. UU. Billboard Hot 100                | 53             |
| EE. UU. Hot Latin Songs (Billboard)      | 6              |
| EE. UU. Latin Rhythm Airplay (Billboard) | 1              |

| Lista (2020)                       | Posición |
| ---------------------------------- | -------- |
| EE.UU. Hot Latin Songs (Billboard) | 25       |

## Certificaciones
| Región                | Certificación | Unidades/ventas certificadas |
| --------------------- | ------------- | ---------------------------- |
| España (PROMUSICAE)   | Oro           | 20,000                       |
| Estados Unidos (RIAA) | ×12 platino   | 720,000                      |